# 八甲田温泉
八甲田温泉（はっこうだおんせん）は、青森県青森市（旧国陸奥国）にある温泉。

## 泉質
- 硫酸塩泉
  - 源泉温度64℃
- 含アルミニウム泉
  - 源泉温度40℃

## 効能
多汗症、リューマチ、皮膚病。

## 温泉街
宿泊施設が1軒ある。

## 歴史
明治時代の初めに空川で自然湧出していたのが発見されたとも伝えられている。
近くの旧上北鉱山でボーリングしたところ、1955年（昭和30年）に湧いたのがきっかけで、1964年（昭和39年）に温泉宿が建てられた。

## アクセス
- 車 : 青森市より50分。
- 田代元湯から南東に約2キロの場所にある。
- 箒場平の放牧場、長吉平ゴルフ場、天然記念物の湿地植物群落の近郊。